# Le Robert
Le Robert ist eine seit 1837 bestehende französische Gemeinde im Übersee-Département Martinique. Sie liegt auf der Ostseite der gleichnamigen Insel, grenzt an den Atlantischen Ozean und ist ein Mitglied der Gemeindeorganisation Communauté d’agglomération du Pays Nord Martinique. Die Bewohner nennen sich Robertins.

## Bevölkerungsentwicklung
| 1961   | 1967   | 1974   | 1982   | 1990   | 1999   | 2006   | 2011   |
| ------ | ------ | ------ | ------ | ------ | ------ | ------ | ------ |
| 13.652 | 13.905 | 14.505 | 15.386 | 17.713 | 21.240 | 23.856 | 24.017 |